# So Long, Au Revoir
A So Long, Au Revoir a dél-koreai F.T. Island együttes első japán nyelvű nagylemeze, melyet az indie AI Entertainment adott ki 2009. december 16-án. A jóval korábban kiadott The One kislemez 9. helyen debütált az Oricon napi listáján. Ez a kislemez volt az utolsó kiadvány, amin O Vonbin (Oh Won-bin) szerepelt, mielőtt kilépett az együttesből.

## Számlista
| #   | Cím                    | Dalszöveg | Zene | Hossz |
| --- | ---------------------- | --------- | ---- | ----- |
| 1.  | Ready Go!!             |           |      |       |
| 2.  | Live Like a Musical    |           |      |       |
| 3.  | TV Radio               |           |      |       |
| 4.  | Everything is Possible |           |      |       |
| 5.  | I Believe Myself       |           |      |       |
| 6.  | Raining                |           |      |       |
| 7.  | Moonlight Angel        |           |      |       |
| 8.  | You'll Be in My Heart  |           |      |       |
| 9.  | It's U                 |           |      |       |
| 10. | The One                |           |      |       |
| 11. | Winter's Night         |           |      |       |